# 粉椴
粉椴（学名：Tilia oliveri）为锦葵科椴属的植物，是中国的特有植物。分布于中国大陆的陕西、浙江、湖南、甘肃、湖北、四川、江西等地，生长于海拔600米至2,200米的地区，一般生长在山坡、山谷阔叶林中、山谷林下、山坡林中、山坡林缘或阳坡草丛中，目前已由人工引种栽培。

## 别名
鄂椴（中国高等植物图鉴）

## 异名
- Tilia oliveri Szyszyl. var. cineracens Rehd. et Wils.